# Landing Craft, Vehicle, Personnel

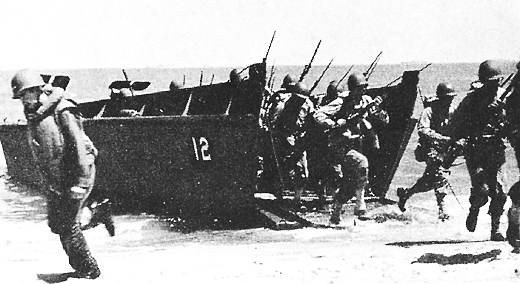
Lo sbarco di uomini da un LCVP

Le Landing Craft, Vehicle, Personnel o LCVP costituivano la principale tipologia di imbarcazioni per lo sbarco di truppe e veicoli utilizzata, durante la seconda guerra mondiale, dalle forze alleate.

## Generalità
Venivano indicate anche come Higgins Boat, dal nome del progettista e principale costruttore.
Durante il conflitto ne furono costruite più di 23.000, dalla Higgins Industries e da altre ditte su licenza tra il 1942 e il 1945 in diverse versioni. Il termine LCVP nasce come hull classification symbol (simbolo di classificazione di scafo) dell'US Navy, ma è usato talvolta per estensione anche per indicare mezzi di questo tipo da marine di altre nazioni.

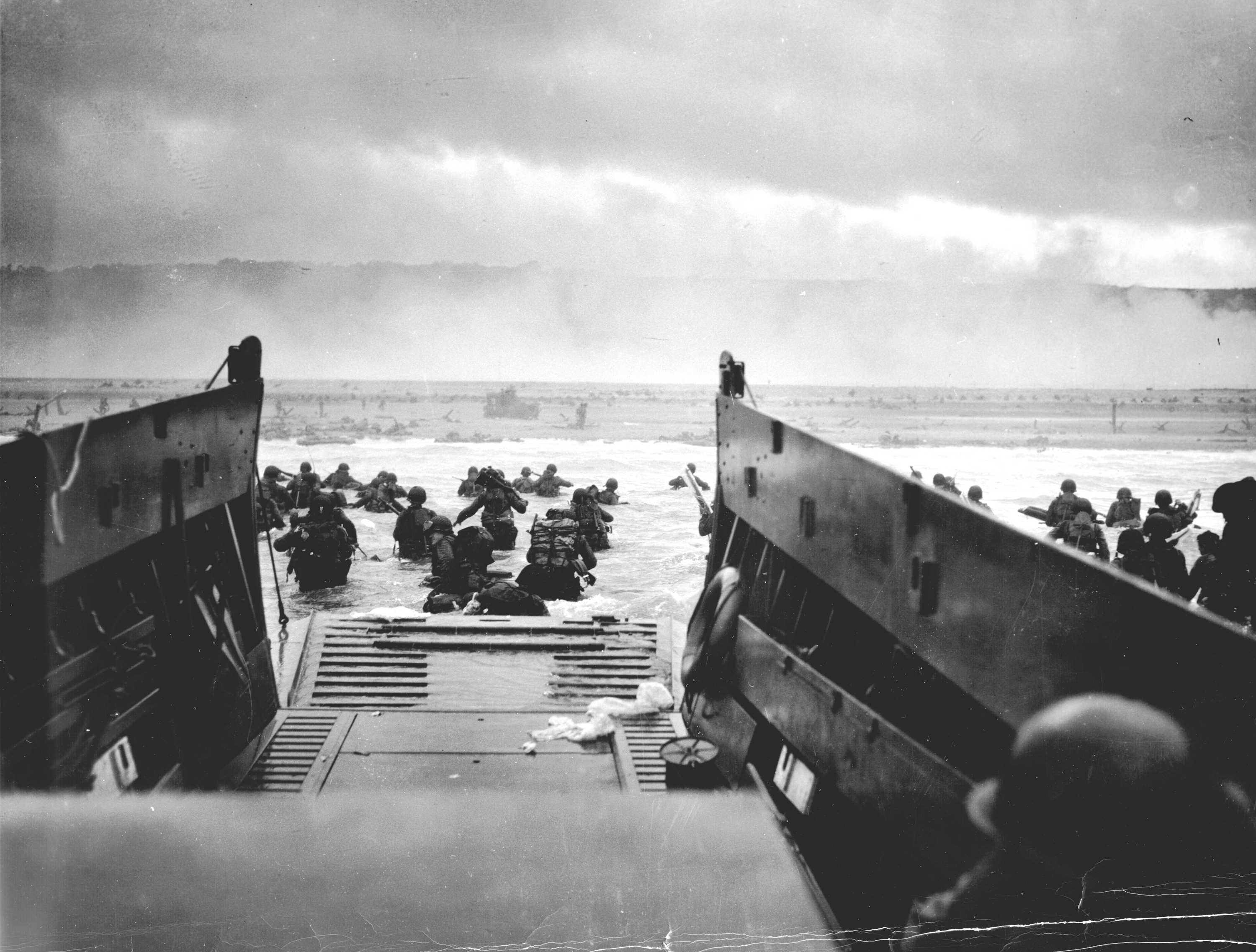
Soldati della Prima Divisione di fanteria statunitense sbarcano da un LCVP durante il D-Day.

Lo scafo era costruito principalmente in compensato ed aveva il fondo piatto. Il loro impiego prevedeva che queste imbarcazioni, una volta raggiunta la spiaggia si arenassero, per il tempo necessario allo sbarco, e poi disincagliandosi tornassero verso le navi per un nuovo carico.
L'equipaggio era costituito da pilota, meccanico e marinaio. Questi ultimi due, durante le operazioni svolgevano il compito di mitraglieri utilizzando le due armi di cui disponeva l'imbarcazione. In alcuni casi veniva imbarcato, su pochi mezzi, un quarto uomo che aveva la funzione di segnalatore o di comandante dell'intera ondata di mezzi da sbarco.
L'imbarcazione poteva trasportare un plotone al completo (36 soldati) o un veicolo della grandezza di una Jeep oppure 12 soldati e una Jeep insieme, alla velocità di 16 km/h (10 mph).
L'imbarcazione disponeva a prua di una rampa in acciaio che poteva essere utilizzata sia per l'accesso che, uso più frequente, per l'uscita dei soldati o del mezzo. 
Di solito i soldati prendevano posto nell'imbarcazione in alto mare scendendo, con l'aiuto di una rete posizionata sulla fiancata della loro nave trasporto, verso il mezzo che li attendeva al suo fianco.
Anche il veicolo poteva essere caricato sul mezzo, sempre al largo, con le gru della nave.
Gli LCVP furono utilizzati su tutti i fronti del conflitto, sia nella Campagna del Pacifico che negli sbarchi avvenuti in Nordafrica e in Europa (Sicilia, Anzio/Nettuno, Normandia, sud della Francia).
Durante il solo sbarco in Normandia furono impiegati 1.089 LCVP.
Durante la seconda guerra mondiale furono usate nelle seguenti operazioni:
- Operazione Torch
- Operazione Husky
- Campagna del Nordafrica
- Operazione Overlord
- Campagna delle Filippine (1941-1942)
- Campagna delle isole Aleutine
- Campagna delle isole Gilbert e Marshall
- Campagna delle Filippine (1944-1945)
- Campagna delle Indie orientali olandesi
- Campagna della Nuova Guinea
- Campagna delle isole Salomone
- Campagna della Nuova Britannia
- Battaglia di Leyte
- Battaglia di Luzon
- Battaglia di Arawe
- Battaglia di Capo Gloucester
- Campagna delle isole Marianne e Palau
- Campagna della Birmania
- Campagna delle isole Vulcano e Ryūkyū
- Guerra del Pacifico (1941-1945)

## Caratteristiche
- Lunghezza: 11 m (36 ft 3in)
- Larghezza: 3,3 m (10 ft 10in)

Schema tecnico del LCVP

- Pescaggio: 0,9 m (poppa) - 0,8 m (prua)
- Velocità: 9 - 12 nodi.
- Armamento: 2 mitragliatrici da 7,7 mm (.30 in)
- Equipaggio: 3
- Peso a vuoto: 8,5 t
- Peso a pieno carico: 12,4 t
- Autonomia: 200 km a 9 nodi
- Motore: 2 Diesel Gray Marine da 225 hp oppure 2 Hall-Scott a benzina da 250 hp
- Capacità: 36 soldati - un veicolo da 2.722 kg (6,000 lb) oppure 3674 kg (8,100 lb) di materiale.